# سوفوس فالک
سوفوس فالک (دانمارکی: Falcks Redningskorps; ۱۵ نوامبر ۱۸۶۴ – ۲۹ ژوئیهٔ ۱۹۲۶) کارآفرین اهل دانمارک بود، که در سال ۱۹۰۶ شرکت فالک را تأسیس کرد.